# Liste der geschützten Landschaftsbestandteile in Schwabach
In Schwabach gab es im März 2024 insgesamt 91 ausgewiesene geschützte Landschaftsbestandteile.

## Geschützte Landschaftsbestandteile
| Linde und Hecke am Hirschenzaun in Dietersdorf | BW | LB-01065 / 1  | Schwabach                     | ⊙ | 0,06 |  |
| Freiwachsende Hecke am Nordrand von Dietersdorf in Nord-Süd-Richtung | BW | LB-01067 / 2  | Schwabach                     | ⊙ | 0,10 |  |
| Streuobstwiesen am Nordrand von Dietersdorf | BW | LB-01080 / 3  | Schwabach                     | ⊙ | 0,53 |  |
| Halbtrockenrasen an südexponiertem Abhang des Zwieselbachtales direkt nördlich von Dietersdorf | BW | LB-01068 / 4  | Schwabach                     | ⊙ | 0,24 |  |
| Laubmischwäldchen entlang der Krottenbacher Straße auf ostexponierter Straßenböschung | BW | LB-01078 / 5  | Schwabach                     | ⊙ | 0,57 |  |
| Gesamter Laubmischwaldbestand östlich der Krottenbacher Straße und südlich des Neubaugebietes Vorderer Rotenberg | BW | LB-01079 / 6  | Schwabach                     | ⊙ | 1,56 |  |
| Weidenbestand (Bäume und Gebüsch) auf ca. 700 m Uferlänge entlang des Zwieselbaches östlich vom Dietersdorfer Ortskern | BW | LB-01112 / 7  | Schwabach                     | ⊙ | 0,09 |  |
| Erlenbruchwald am nördlichen Rand des Kiefernwaldes "Heroldsberg" einschließlich westlich und nördlich daran angrenzender Nasswiesen | BW | LB-01113 / 8  | Schwabach                     | ⊙ | 0,39 |  |
| Alte Eichenallee quer zum Zwieselbachtal | BW | LB-01114 / 9  | Schwabach                     | ⊙ | 0,25 |  |
| Erlenbruchwald mit westlich angrenzender Feuchtwiese im Zwieselbachtal | BW | LB-01115 / 10 | Schwabach                     | ⊙ | 1,82 |  |
| Auwaldreste entlang dem Zwieselbach in Wolkersdorf | BW | LB-01116 / 11 | Schwabach Vier Teilflächen:   | ⊙ | 0,73 |  |
| Rednitzufer mit saumartigen Auwaldstreifen östlich von Wolkersdorf, Mischwald nördlich des Oberen Grund, Baumgruppe mit Eichen und Kiefern und Gebüsch am Ostrand des Oberen Grund, Mischwald und Waldrand nördlich der Firma Keller, Hangwald und bachbegleitender Gehölzsaum entlang dem Zwieselbach – beides südlich der Kellerstraße, Zwieselbachmündung mit Auwaldrest, Hangmischwald westlich des Wässerkanals zwischen Katzwanger See und Zwieselbach, Erlenbruchwald östlich und unterhalb der Hühnerbühlstraße, Mischwald im Grabenzug südlich der Hühnerbühlstraße | [[Vorlage:Bilderwunsch/code!/C:49.3658,11.0375!/D:Rednitzufer mit saumartigen Auwaldstreifen östlich von Wolkersdorf, Mischwald nördlich des Oberen Grund, Baumgruppe mit Eichen und Kiefern und Gebüsch am Ostrand des Oberen Grund, Mischwald und Waldrand nördlich der Firma Keller, Hangwald und bachbegleitender Gehölzsaum entlang dem Zwieselbach – beides südlich der Kellerstraße, Zwieselbachmündung mit Auwaldrest, Hangmischwald westlich des Wässerkanals zwischen Katzwanger See und Zwieselbach, Erlenbruchwald östlich und unterhalb der Hühnerbühlstraße, Mischwald im Grabenzug südlich der Hühnerbühlstraße!/\|BW]] | LB-01117 / 12 | Schwabach Vier Teilflächen:   | ⊙ | 18,1 |  |
| Bahndammböschung mit trockenen Ruderalfluren und Gebüschsukzessionen am Wolkersdorfer Sportplatz | BW | LB-01118 / 13 | Schwabach                     | ⊙ | 0,95 |  |
| Hecken und Hohlwege westl. und nördl. Oberbaimbach | BW | LB-01119 / 14 | Schwabach Sieben Teilflächen: | ⊙ | 1,81 |  |
| Mischwäldchen südwestlich Oberbaimbach | BW | LB-01120 / 15 | Schwabach                     | ⊙ | 0,18 |  |
| Baumreihe aus alten Eichen mit Rosen-Schlehen-Gebüsch und Baumgruppe aus überwiegend Eschen mit Schlehenhecke an Hangkante nordöstl. Oberbaimbach | BW | LB-01121 / 16 | Schwabach Zwei Teilflächen:   | ⊙ | 0,14 |  |
| Laubmischbestand (überwiegend Ei-che) mit artenreicher Strauchschicht im Verlauf von 2 Hohlwegen südlich Oberbaimbach | BW | LB-01122 / 17 | Schwabach                     | ⊙ | 0,57 |  |
| Mischwäldchen in alter Lehmgrube (Kiefern, Eichen, Linden) südöstlich Oberbaimbach | BW | LB-01123 / 18 | Schwabach                     | ⊙ | 0,19 |  |
| Mischwäldchen nördlich Unterbaimbach | BW | LB-01124 / 19 | Schwabach                     | ⊙ | 1,04 |  |
| Mischwäldchen und Baumreihe aus alten Eichen mit Dornengebüsch auf ca. 150 m Länge und dichte hohe Hecke ca. 80 m lang mit 2 Eichen (nördlich Unterbaimbach) | BW | LB-01125 / 20 | Schwabach                     | ⊙ | 1,07 |  |
| Eichengruppe am Weiher am südöstlichen Ortsrand von Unterbaimbach | BW | LB-01126 / 21 | Schwabach                     | ⊙ | 0,06 |  |
| Laubmischwald südöstlich Unterbaimbach | BW | LB-01127 / 22 | Schwabach                     | ⊙ | 0,90 |  |
| Baumreihe aus alten Eichen an südexponierter Böschung mit Waldsaum und Feldgehölz quer im Baimbacher Tal auf künstlichem Wall mit altem Eichenbestand und Gebüsch | BW | LB-01128 / 23 | Schwabach Drei Teilflächen:   | ⊙ | 0,54 |  |
| Langgestreckter Mischwald nördlich entlang Untere Pfaffensteigstraße | BW | LB-01129 / 24 | Schwabach Drei Teilflächen:   | ⊙ | 1,35 |  |
| Hang-Misch-Wäldchen (Eichen-Birken-Bestand) westexponiert (Raubershofer Weg) | BW | LB-01130 / 25 | Schwabach                     | ⊙ | 0,31 |  |
| Tümpel mit Schilfgürtel, Birken und Weidengebüsch am Südostrand von Raubershof | BW | LB-01131 / 26 | Schwabach                     | ⊙ | 0,06 |  |
| Laubmischwäldchen beidseitig der B 2 südlich Ortseinfahrt von Wolkersdorf und östlich der Straße Wolkersdorfer Berg ein Mischwald | BW | LB-01132 / 27 | Schwabach Vier Teilflächen:   | ⊙ | 5,88 |  |
| Hecke mit überwiegend Schlehen durchmischt mit Eichen und Holunder auf ca. 140 m Länge nordwestlich Bahnhof Katzwang | BW | LB-01133 / 28 | Schwabach                     | ⊙ | 0,12 |  |
| Als "Katzwanger See" bezeichnetes Altwasser der Rednitz mit östlichem Randbereich, Schilf am Ostufer sowie der östliche Rand eines Hangmischwaldes westlich und südlich des Katzwanger Sees | BW | LB-01134 / 29 | Schwabach                     | ⊙ | 3,03 |  |
| Obstgarten mit Heckeneinfassung südwestlich Bahnhof Katzwang | BW | LB-01135 / 30 | Schwabach                     | ⊙ | 0,61 |  |
| Kiefernhochwald mit dichtem Laubholz- und Strauchunterwuchs sowie einer besonders arten- und blütenreichen Krautflora (Carpinion) nördlich von Limbach | BW | LB-01136 / 31 | Schwabach Zwei Teilflächen:   | ⊙ | 3,07 |  |
| Eichenwäldchen nördlich Limbach an der Bahnlinie und davon nördlich mehrere parallele Heckenzüge, die das Ellbogental begrenzen sowie Eichen-Birken-Espen-Bestand mit gemischten Sträuchern | BW | LB-01137 / 32 | Schwabach Vier Teilflächen:   | ⊙ | 1,65 |  |
| Wegsäume mit Trockenrasenresten nördlich von Limbach | BW | LB-01138 / 33 | Schwabach Zwei Teilflächen:   | ⊙ | 0,08 |  |
| Hecke, einen Acker von 2 Seiten be-grenzend; nördlich des Eichwasens | BW | LB-01139 / 34 | Schwabach                     | ⊙ | 0,14 |  |
| Eichenwäldchen am Nordrand des Eichwasens | BW | LB-01140 / 35 | Schwabach                     | ⊙ | 1,13 |  |
| Waldlichtung im Waldgebiet Brünst, unterschiedliche Feuchtegrade des Untergrundes bedingen ein Mosaik verschiedenartiger Lebensräume (Tümpel, wechselfeuchte Standorte, trockene Böschungen) | BW | LB-01141 / 36 | Schwabach                     | ⊙ | 3,37 |  |
| Waldmantel mit artenreichem Laubmischwald am südöstlichen Rand der Brünst | BW | LB-01142 / 37 | Schwabach                     | ⊙ | 5,69 |  |
| Kastanienallee am südlichen Rand des Leithelshofer Weges auf ca. 480 m Länge einschließlich der Heckenbestände entlang der Straße | BW | LB-01143 / 38 | Schwabach Zwei Teilflächen:   | ⊙ | 0,42 |  |
| 2 Baumgruppen am Südrand des Eichwasen (Bolzplatz) (Teilfläche der Fl. Nr. 873/356 TB, 873/868 TB, Gem. Schwabach) | BW | LB-01145 / 39 | Schwabach Zwei Teilflächen:   | ⊙ | 0,16 |  |
| Eichenbestand am nördlichen Rand des Ortsteiles "Nasbach" | BW | LB-01146 / 40 | Schwabach                     | ⊙ | 0,28 |  |
| Waldfriedhof | BW | LB-01147 / 41 | Schwabach                     | ⊙ | 12,1 |  |
| Eichenwäldchen und Sandtrockenrasen auf dem sog. Bayernplatz östlich des Waldfriedhofes | BW | LB-01148 / 42 | Schwabach Zwei Teilflächen:   | ⊙ | 0,33 |  |
| Alter Baumbestand (Eichen, Birken, Kiefern) an der östlichen Bahnböschung, Eichenwäldchen in Mulde und steiler Böschung zur Bahn hin und gemischter Baumbestand beim Limbacher Bräustüberl, Böschungsbewuchs aus Eichen am Bahndamm sowie Sandtrockenrasenreste mit höher entwickelten Sukzessionsstadien (Gebüsch) an der süd-ostexponierten Bahnböschung; alles im Kreuzungsbereich Limbacher Straße - Bahnstrecke Nürnberg/München | [[Vorlage:Bilderwunsch/code!/C:49.338,11.0437!/D:Alter Baumbestand (Eichen, Birken, Kiefern) an der östlichen Bahnböschung, Eichenwäldchen in Mulde und steiler Böschung zur Bahn hin und gemischter Baumbestand beim Limbacher Bräustüberl, Böschungsbewuchs aus Eichen am Bahndamm sowie Sandtrockenrasenreste mit höher entwickelten Sukzessionsstadien (Gebüsch) an der süd-ostexponierten Bahnböschung; alles im Kreuzungsbereich Limbacher Straße - Bahnstrecke Nürnberg/München!/\|BW]] | LB-01149 / 43 | Schwabach Zwei Teilflächen:   | ⊙ | 0,86 |  |
| Laubmischwaldsaum und Weichholzaue an der Schwabach nördlich der Rennmühle bis zur Mündung der Schwabach in die Rednitz | BW | LB-01150 / 44 | Schwabach Drei Teilflächen:   | ⊙ | 15,9 |  |
| Ausgeprägter Waldsaum aus über-wiegend alten Eichen um die Kiefernwälder "Dornigtholz" und "Kaninchenholz" und Laubmischwald am westlichen Rednitztalrand | BW | LB-01151 / 45 | Schwabach Drei Teilflächen:   | ⊙ | 6,31 |  |
| 3 Karpfenweiher z. T. mit Schilfgürtel und anderem Uferbewuchs an der Volkachstraße, nördl. von Unterreichenbach | BW | LB-01152 / 46 | Schwabach                     | ⊙ | 0,94 |  |
| Alte Hecke nördlich Unterreichenbach (NS-Richtung) am Wassergraben mit feuchtem Wiesenbereich am Quellaustritt unterhalb der Hecke | BW | LB-01153 / 47 | Schwabach                     | ⊙ | 0,42 |  |
| Vernetzte Heckenlandschaft mit extensiven Wiesen und Weiden sowie alten Streuobstbeständen und Hohlwegen an Gartenstraße und Weingässchen | BW | LB-01154 / 48 | Schwabach Fünf Teilflächen:   | ⊙ | 4,09 |  |
| Der gesamte Baumbestand des Nadlersbaches und beidseitig der Badstraße sowie Nadlersbach mit Uferbewuchs | BW | LB-01155 / 49 | Schwabach                     | ⊙ | 2,74 |  |
| Röhrichtstreifen und Kopfweidenreihe entlang des Mittelbaches am Neuen Bau im Osten Erlengruppe am Weiher | BW | LB-01156 / 50 | Schwabach                     | ⊙ | 0,38 |  |
| Eichenbestand auf dem Kinderspielplatz an der Nördlichen Ringstraße | BW | LB-01157 / 51 | Schwabach                     | ⊙ | 0,11 |  |
| Volkachdamm mit Baum- und Gehölzreihe auf Geländekante entlang der Volkach TB, südwestlich Unterreichenbach sowie Bachbett mit Uferbewuchs | BW | LB-01158 / 52 | Schwabach Zwei Teilflächen:   | ⊙ | 0,80 |  |
| Baumreihe aus 5 Eichen mit der verbindenden Hecke am Südrand von Unterreichenbach | BW | LB-01160 / 53 | Schwabach Zwei Teilflächen:   | ⊙ | 0,11 |  |
| Extensiv genutztes Gartengrundstück südwestlich der Wasserstraße mit altem Baumbestand, Holunder-Hasel-Gebüsch und alter Haselhecke als West-Abgrenzung | BW | LB-01161 / 54 | Schwabach                     | ⊙ | 0,49 |  |
| Laubmischwäldchen mit altem Baumbestand und Heckensaum (Aktivspielplatz) | BW | LB-01162 / 55 | Schwabach                     | ⊙ | 0,59 |  |
| Baumbestand mit Unterwuchs südlich der Schwabach, westlich der Alt-stadt | BW | LB-01163 / 56 | Schwabach                     | ⊙ | 0,31 |  |
| Baumbestand mit Unterwuchs entlang der Schwabach von der Lands-knechtsbrücke bis zur Flurstraße | BW | LB-01164 / 57 | Schwabach Vier Teilflächen:   | ⊙ | 2,81 |  |
| Baumbestand mit Unterwuchs am südlichen Rand des Schwabachtales vom "Käferleinswehr" bis zum südlichen Ende des Henseltweges sowie von der Kasernschule bis zur Rohrersmühle, auf beiden Seiten des Bahndammes und westlich der Flurstraße | [[Vorlage:Bilderwunsch/code!/C:49.3299,11.0344!/D:Baumbestand mit Unterwuchs am südlichen Rand des Schwabachtales vom "Käferleinswehr" bis zum südlichen Ende des Henseltweges sowie von der Kasernschule bis zur Rohrersmühle, auf beiden Seiten des Bahndammes und westlich der Flurstraße!/\|BW]] | LB-01165 / 58 | Schwabach Acht Teilflächen:   | ⊙ | 1,36 |  |
| Baumbestand mit Unterwuchs am nördlichen Rand des Schwabachtales vom "Käferleinswehr" bis zur Flurstraße (Teilfläche der Fl. Nr. 747 VB, 747/2 VB, 755 TB, 758 TB, 758/3 TB, 1436 TB, Gem. Schwabach) | BW | LB-01166 / 59 | Schwabach Drei Teilflächen:   | ⊙ | 2,11 |  |
| Bahndammböschungen mit lockerem Eichenbestand, Schlehen-, Brombeer- und Ginstergebüschen, sowie relativ ausgedehnten Sandtrockenrasen am Waldfriedhof in Limbach | BW | LB-01167 / 60 | Schwabach                     | ⊙ | 0,40 |  |
| Eichengürtel mit Unterwuchs am unteren Rand des Kiefernwaldes entlang der Schwabachaue im Süden und Südosten der Bebauung Limbach | BW | LB-01168 / 61 | Schwabach Zwei Teilflächen:   | ⊙ | 1,12 |  |
| Baumbestand mit Unterwuchs am südlichen Rand des Schwabachtales von der Kläranlage bis zur Rennmühle und Baumbestand am Ufer der Schwabach von der Flurstraße bis zur Rennmühle entlang der Mühlenstraße und des Mühlbaches | [[Vorlage:Bilderwunsch/code!/C:49.3302,11.0496!/D:Baumbestand mit Unterwuchs am südlichen Rand des Schwabachtales von der Kläranlage bis zur Rennmühle und Baumbestand am Ufer der Schwabach von der Flurstraße bis zur Rennmühle entlang der Mühlenstraße und des Mühlbaches!/\|BW]] | LB-01169 / 62 | Schwabach Vier Teilflächen:   | ⊙ | 4,97 |  |
| Hohlweg (Albersreuther Weg) mit Eichen-Birken-Bestand und gemischtem Strauchunterwuchs im Bereich der Laubenhaid-Äcker | BW | LB-01170 / 63 | Schwabach                     | ⊙ | 0,35 |  |
| Binsen- und seggenreiche Feucht-wiese südlich von Unterreichenbach | BW | LB-01171 / 64 | Schwabach                     | ⊙ | 0,47 |  |
| Hecke entlang Feldweg und Schlehen-Rosen-Gebüsch, teils mit Baumbestand (Verlängerung der Waikers-reuther Straße) | BW | LB-01172 / 65 | Schwabach                     | ⊙ | 0,61 |  |
| Alter Baumbestand aus Linden und Ahorn im Biergarten des Gasthauses Schießhaus | BW | LB-01173 / 66 | Schwabach                     | ⊙ | 0,07 |  |
| 3 Karpfenweiher (Schützenweiher) mit relativ ausgedehnten Verlandungszonen und Schwimmblattgesellschaften | BW | LB-01174 / 67 | Schwabach                     | ⊙ | 1,35 |  |
| Stadtpark | | LB-01175 / 68 | Schwabach Zwei Teilflächen:   | ⊙ | 11,0 |  |
| Baumbestand des "Alten Friedhofs" an der Penzendorfer Straße | | LB-01176 / 69 | Schwabach                     | ⊙ | 0,64 |  |
| Artenreiche Ruderalflächen auf Brachland zwischen Walpersdorfer Straße und Bahnlinie | BW | LB-01177 / 70 | Schwabach                     | ⊙ | 0,11 |  |
| Laubwäldchen in der "Wolfsgrube" (Brechenmacher Park) | BW | LB-01178 / 71 | Schwabach                     | ⊙ | 0,30 |  |
| Blütenreiche Ruderalflur an der BAB 6 in der Nähe der Fichtestraße | BW | LB-01179 / 72 | Schwabach                     | ⊙ | 1,22 |  |
| Baumbestand mit Unterwuchs entlang der Haupt- und Bergstraße im Ortskern von Penzendorf | BW | LB-01180 / 73 | Schwabach Drei Teilflächen:   | ⊙ | 0,82 |  |
| Waldsaum aus alten Eichen und geschlossene Strauchschicht am östlichen Rednitztalrand, östlich von Schwabach | BW | LB-01181 / 74 | Schwabach                     | ⊙ | 0,70 |  |
| Ufergehölz entlang der Schwarz-achmündung (Teilfläche der Fl. Nr. 715 TB, 716 TB, 741/1 TB, Gem. Großschwarzenlohe) | BW | LB-01182 / 75 | Schwabach                     | ⊙ | 0,10 |  |
| Naturnaher artenreicher Laubmischwald an teils steilem Hang zum Schwarzachufer (Schluchtcharakter), Felsformationen nördlich des Ortsteiles Schwarzach | BW | LB-01183 / 76 | Schwabach                     | ⊙ | 2,31 |  |
| Erlenbruchwald östlich Schwarzach an der Stadtgrenze | BW | LB-01184 / 77 | Schwabach                     | ⊙ | 0,54 |  |
| Uferbewuchs der Rednitz in ihrem Abschnitt von der Penzendorfer Hauptstraße bis zur südlichen Stadtgrenze | | LB-01185 / 78 | Schwabach                     | ⊙ | 7,74 |  |
| Baumreihen und Baumgruppen alter Kastanien, Eichen und Ahornbäume in Schaftnach | BW | LB-01186 / 79 | Schwabach Drei Teilflächen:   | ⊙ | 0,37 |  |
| Ehemaliges Altwasser im Rednitzgrund beim Pfannestiel mit gut ausgeprägtem, hohem Schilfröhricht vor allem am Westufer und Zulauf zur Rednitz, am Ufer alte Bruchwei-de | BW | LB-01187 / 80 | Schwabach                     | ⊙ | 0,37 |  |
| Ausgedehntes Netz von Wassergräben im Rednitzgrund südlich von Schaftnach | BW | LB-01188 / 81 | Schwabach Fünf Teilflächen:   | ⊙ | 0,49 |  |
| Erlenbruchwald entlang des östli-chen Talrandes des Rednitzbeckens mit angrenzenden Nasswiesen und Hochstaudenflur (an der südlichen Stadtgrenze) | BW | LB-01189 / 82 | Schwabach                     | ⊙ | 0,85 |  |
| Weiher mit Birkengruppe und Röh-richtstreifen sowie zwei Feuchtwie-sen östlich der Rittersbacher Straße und am Weiher westlich der Ritters-bacher Straße mit drei Silberweiden | BW | LB-01190 / 83 | Schwabach Zwei Teilflächen:   | ⊙ | 1,00 |  |
| Feldgehölz (Eichen, Holunder, Ha-selnuss) am östlichen Ortsausgang von Forsthof | BW | LB-01191 / 84 | Schwabach                     | ⊙ | 0,04 |  |
| Wäldchen auf dem südlichen Teil des Grundstücks an der Huttersbühlstraße | BW | LB-01192 / 85 | Schwabach                     | ⊙ | 0,27 |  |
| Teich zwischen der Huttersbühlstraße und der Theodor-Heuss-Straße mit dem am nördlichen und östlichen Ufer gelegenen Baumbestand mit anschließender Birkenreihe nordöstlich | BW | LB-01193 / 86 | Schwabach                     | ⊙ | 0,40 |  |
| Wenglein'sche Vogelschutzanlage/Laubmischwald | BW | LB-01194 / 87 | Schwabach                     | ⊙ | 2,03 |  |
| Bahndammböschung mit Gehölzsukzession sowie relativ ausgedehnten Trockenrasen und Ruderalfluren und angrenzendes Eichenwäldchen westlich des Vogelherdes | BW | LB-01195 / 88 | Schwabach Vier Teilflächen:   | ⊙ | 2,22 |  |
| Eichensaum an südexponiertem Waldrand, relativ großflächiger Buchenwald sowie einige alte Eichen im Kiefernwald nördl. von Obermainbach im Waldgebiet Maisenlach | BW | LB-01196 / 89 | Schwabach                     | ⊙ | 2,67 |  |
| Nasse Hochstaudenfluren, Röhrichte und Seggenriede entlang des Mainbaches westlich von Obermainbach | BW | LB-01197 / 90 | Schwabach                     | ⊙ | 2,47 |  |
| Schön ausgebildete, kaum entrophierte Mädesüß-Hochstaudenflur am Mühlweiher östlich der Weihersmühle | BW | LB-01198 / 91 | Schwabach                     | ⊙ | 0,26 |  |
| Legende für Geschützter Landschaftsbestandteil | |               |                               |   |      |  |